# Santa Eulalia Bajera
Santa Eulalia Bajera är en kommun i Spanien. Den ligger i den autonoma regionen La Rioja i norra delen av landet, 240 km nordost om huvudstaden Madrid. Antalet invånare är 111 (2024).